# Erich Kulka
Erich Kulka (Vsetín, 18 febbraio 1911 – Gerusalemme, 13 luglio 1995) è stato uno storico, scrittore e giornalista israeliano.
Venne internato, durante la seconda guerra mondiale, nel campo di concentramento di Dachau e nei campi di sterminio di Birkenau ed Auschwitz.

## Biografia
Erich Kulka, nato col nome di Erich Schon, nacque a Vsetín, nella Valacchia morava (territorio che in seguito entrò a far parte della Repubblica Ceca).

### Internamento nei campi nazisti
Fu arrestato nel luglio 1939 dalla Gestapo mentre si trovava a Brno e in seguito venne trasferito nei campi di Dachau, Sachsenhausen e Neuengamme. Nel novembre 1942 fu internato ad Auschwitz col numero 73043 e impiegato nell'officina riparazioni del campo. Nelle ultime fasi della guerra, nel gennaio 1945, quando iniziò il trasferimento in treno di parte dei detenuti, riuscì a fuggire e a rifugiarsi col figlio Otto in casa di amici che li nascosero.

### Impegno come testimone dell'Olocausto
Dopo la seconda guerra mondiale cambiò il suo cognome in Kulka, cognome della prima moglie Elly Kulka, che non sopravvisse all'Olocausto. Con Ota Kraus scrisse nel 1946 il primo libro su Auschwitz-Birkenau, inizialmente in ceco e poi tradotto in diverse altre lingue.,  Il suo libro "Escape from Auschwitz" è basato sulla storia vera della Evasione di Siegfried Lederer dal campo di concentramento di Auschwitz e sul suo tentativo di far conoscere agli ebrei cechi quanto avveniva nei lager.
Prese parte come testimone nei processi contro i criminali di guerra che si tennero in Polonia tra il 1946 e il 1947 e continuò anche negli anni successivi a testimoniare sui crimini commessi ad Auschwitz.

### Trasferimento in Israele
Quando nell'agosto 1968 il Paese venne occupato dalle truppe del Patto di Varsavia si trasferì in Israele dove continuò la sua attività all'Università Ebraica e allo Yad Vashem.
Quando morì, nel 1995, venne sepolto nel cimitero di Har HaMenuchot.

## Opere
(Selezione parziale)
- (EN) conOta Kraus, The death factory: document on Auschwitz, Oxford, Eng. ; New York, Pergamon Press, 196, OCLC 42612152.
- (EN) Escape from Auschwitz, South Hadley, Mass., Bergin & Garvey Publishers, 1986, OCLC 568745525.
- (CS) Židé v Československé Svobodově armádě, Praha, Naše vojsko, 1990, ISBN 9788020600684, OCLC 320713757.
- (CS) Útěk z tábora smrti: Osvětim 1944, Praha, XYZ, 2011, ISBN 9788073885069, OCLC 744782356.